# Skibbereen
Skibbereen (iriska: An Sciobairín) är en ort i grevskapet Cork och huvudstaden i West Cork på Irland. Namnet Skibbereen betyder "liten båthamn".
Potatispesten kostade runt 8 000 till 10 000 människor livet i området under mitten av 1800-talet. Detta var en av de värst drabbade byarna i landet. Därför valdes Skibbereen ut som första stad att fokusera på under den nationella dagen för att minnas de som gick bort under potatispesten.

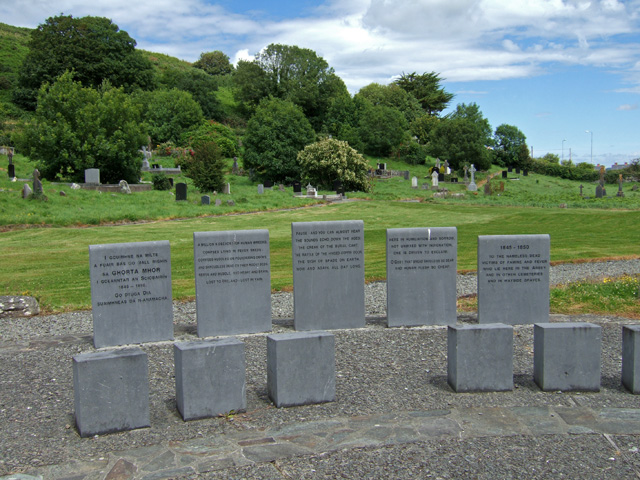
Minnesplats till Potatispesten